# Biblioteca Reina Sofía
La Biblioteca Reina Sofía (Biblioteca General Universitaria "Reina Sofía" -BUVa-) de la Universidad de Valladolid está ubicada en el edificio de la cárcel de la Chancillería de Valladolid, en la provincia de Valladolid, de la comunidad autónoma de Castilla y León, España. Fue construido entre los años 1675 y 1679 y rehabilitado en 1988 para albergar la biblioteca que estaba en el Palacio de Santa Cruz, y a la que posteriormente se le añadió el nombre de Reina Sofía. Es un edificio de planta cuadrada, con un patio central de dos plantas, arcos de medio punto y pilares cuadrados. Su exterior es de aspecto palaciego de estilo postescurialense, fachada simétrica de dos pisos separados por una imposta plana, con dos torres laterales y escudo real en el centro.  

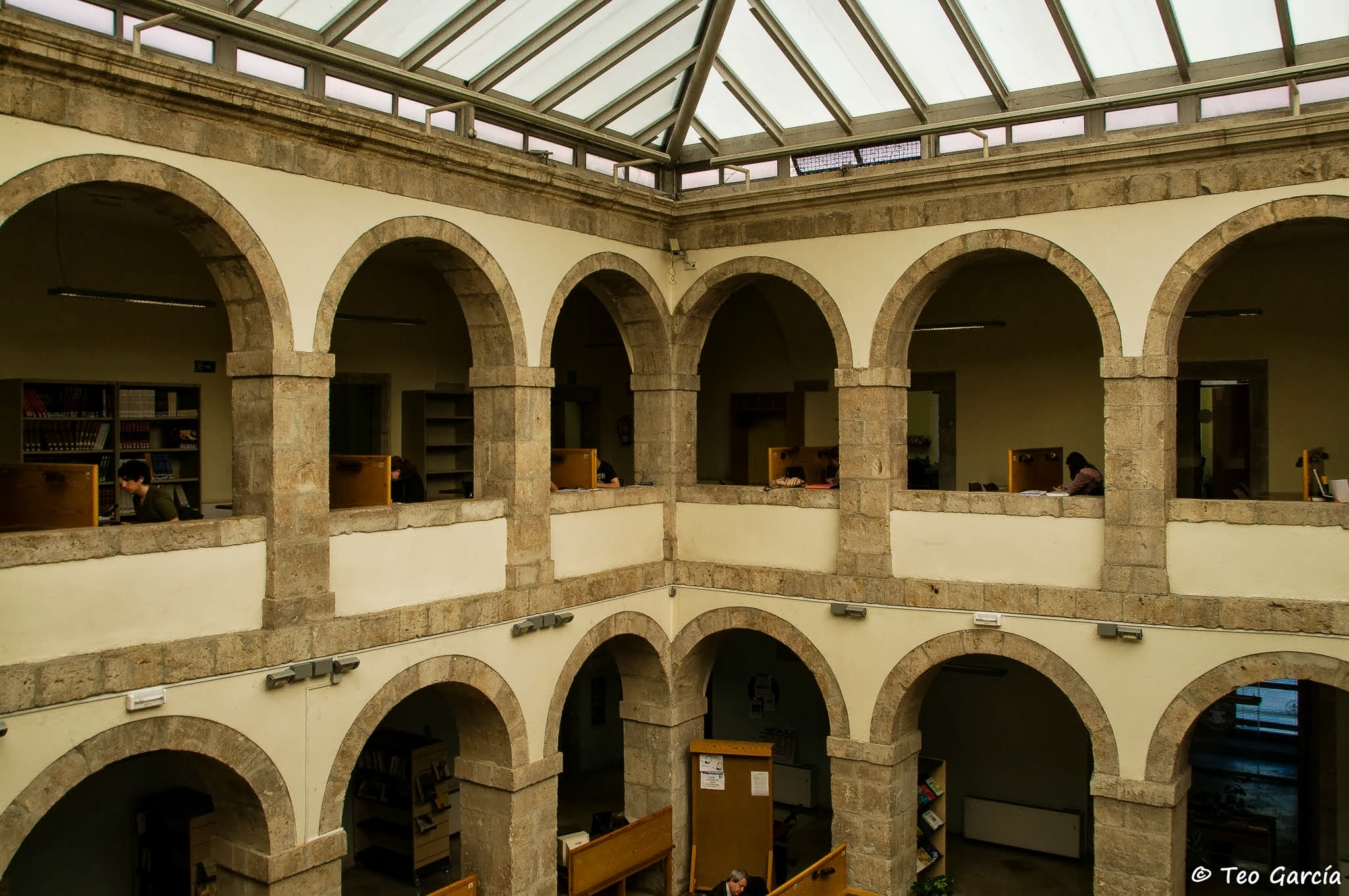
Arcos del Patio de la Biblioteca

El edificio está declarado Monumento Histórico Artístico de carácter nacional. Dispone de dos plantas de consulta en el patio y tres salas con 260 puestos; una sala de investigadores; una hemeroteca; y una sala multiusos llamada “Espacio Abierto”, destinada a talleres y cursos de formación, entre otras actividades. 

## Contenido
Alberga un amplio fondo que incluye libros; tesis y trabajos de investigación; obras de interés para Valladolid y región; obras del siglo XIX y obras de biblioteconomía; revistas editadas por la Universidad de Valladolid (UVA); periódicos nacionales, regionales y locales; audiovisuales (CD, DVD, grabaciones, vídeos…); colecciones en microfilm y microficha, etcétera. 
Por otro lado, existen multitud de recursos que se pueden consultar en línea, entre los que podemos encontrar: catálogos, tesis y trabajos de investigación, obras de referencia, revistas electrónicas y libros electrónicos, e incluso boletines, incluyendo buscadores específicos y enlaces a otras bibliotecas digitales.
Sin embargo, destaca por su posesión exclusiva de colecciones y fondos especiales, como son:
- La sección del siglo XIX (fondos pertenecientes a la Biblioteca General y recibidos de otras bibliotecas de la Universidad de Valladolid).

- La hemeroteca antigua (publicaciones periódicas y seriadas anteriores a 1940).

- El fondo “Concha Lagos” (revistas, impresos, y otros documentos pertenecientes a la Biblioteca particular de Concha Lagos).

## Servicios y acceso

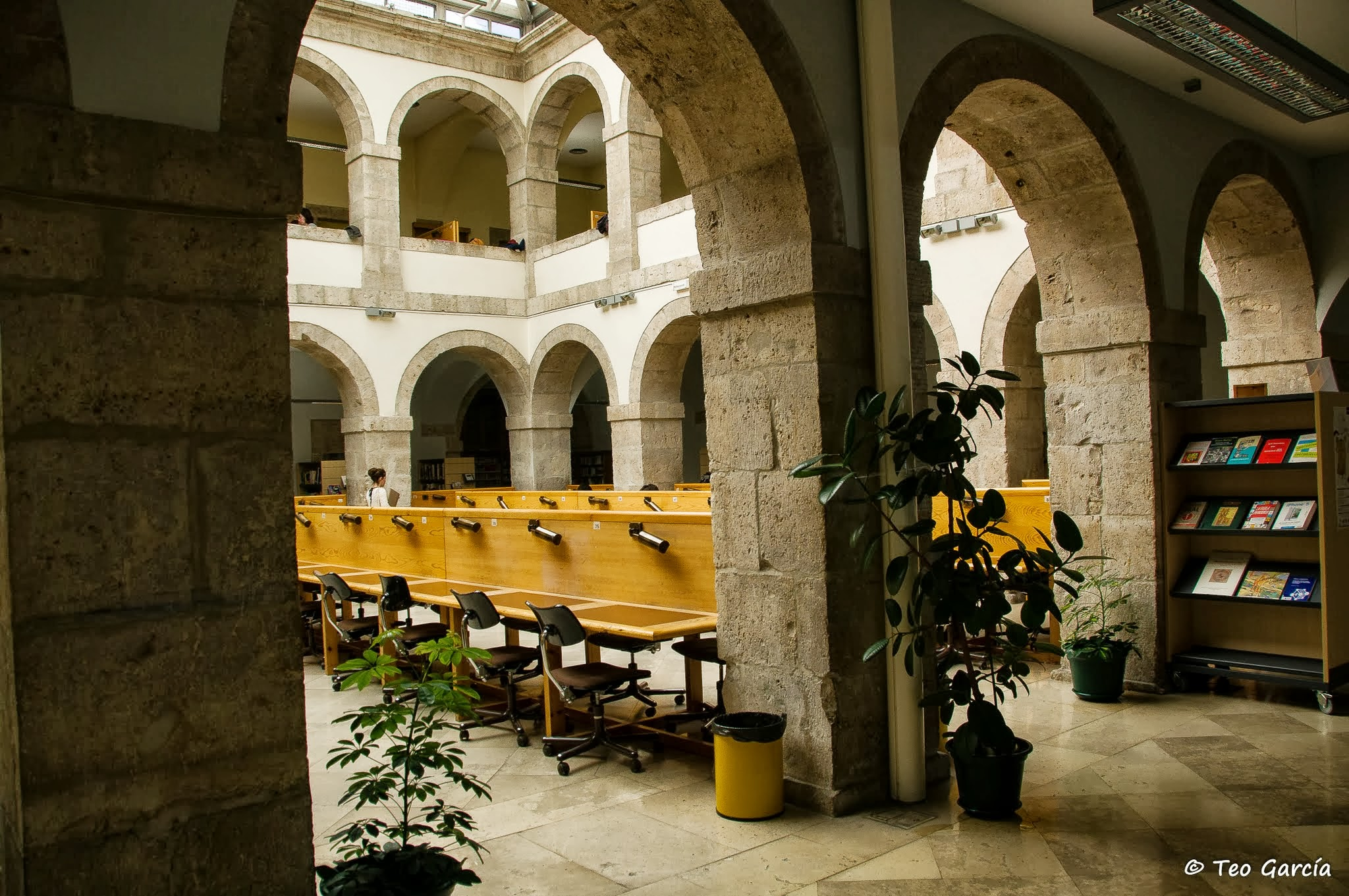
Interior de la Biblioteca

La biblioteca también ofrece los servicios de: préstamo domiciliario, intercampus (facilitando la consulta de obras que se encuentran en centros de la universidad); interbibliotecario (consiguiendo documentos de otras bibliotecas nacionales e internacionales que no están en sus fondos); ofrece un préstamo de ordenadores portátiles, USB, cámaras digitales, lectores de libros electrónicos, préstamo de libros y documentos de fondo antiguo para exposiciones. Además, también ofrece cursos de formación sobre recursos bibliográficos y servicios, y dispone de escáneres y ordenadores para la consulta del catálogo y para hacer consultas en internet.
El uso de los servicios e instalaciones de la biblioteca está restringido a los miembros de la comunidad universitaria y a personal autorizado. Es imprescindible contar con la tarjeta universitaria o el carnet de la Biblioteca Universitaria para poder utilizar todos los servicios que ofrece la Biblioteca, así como realizar préstamos a domicilio y acceder a las colecciones electrónicas desde fuera del Campus. 